# Тимошенко Леонід Вікторович
Леоні́д Вікторович Тимоше́нко (28 липня 1954,) ― російський композитор-піаніст, астрофізик, кандидат фізико-математичних наук..
Тимошенко — лауреат міжнародних фестивалів мистецтва та V Фестивалю слов'янської культури в Парижі. Його ім'я включено до переліку Великих громадян планети та російської «Золотої книги нації». У Книзі рекордів Гіннеса Тимошенко згадано як автора найдовшого музичного твору. Його «Всесвітній літопис», який складається з 7 частин та 60 музичних тем, триває 21 годину.
Музична пам'ять Тимошенка дозволяє йому за декілька хвилин створити концерт із багатьох композицій і тут же відтворити твір із заплющеними очима.
Основна тема творчості композитора — космос. У за фахом композитор ― астрофізик.

## Дискографія
| - 1. * Контакт (1992) - 2. * Храм истины (1992) - 3. * Музыка кино (1993) - 4. * Юбилейный (1994) - 5. * Избранные песни (1994) - 6. * Зов (1994) - 7. * Очарование (1994) - 8. * Орион (1994) - 9. * Безмолвие (1994) - 10. * Волна Будущего (1994) - 11. * Космическая Легенда (1995) - 12. * Пророк (1995) - 13. * Три свечи (1995) - 14. * Голос за тонкой стеной (1995) - 15. * Путешествие Гулливера (1995) - 16. * Апокалипсис (1995) - 17. * Туманность Андромеды (1995) - 18. * Снежные ангелы (1995) - 19. * Фантастическая трасса (1996) - 20. * Сказки Андерсена (1996) - 21. * Летопись (1996) - 22. * Небесная Атлантида (1996) - 23. * Фаэтон (1996) - 24. Чайка Джонатан Ливингстон (1996) - 25. * Русь 21 век (1997) - 26. * Никколо Паганини (1997) - 27. * Рок по-русски - судьба (1997) - 28. * Тайна за семью печатями-1 (1997) - 29. * Тайна за семью печатями-2 (1997) - 30. * Музыка для отдыха (1998) - 31. * Галактический оркестр (1998) - 32. * Инопланетянка (1998) - 33. Танец дельфинов (1998) - 34. * Семь чудес радуги (1998) - 35. * Созвездие Льва (1998) - 36. * Астронавигатор (1999) - 37. * Космическая экспрессия (1999) - 38. * Сон в летнюю ночь (2000) - 39. * Неизвестная планета (2000) - 40. Люксембургский концерт (2000) - 41. * Гамлет (2001) - 42. * Свет на воде (2001) - 43. * Лабиринт (2001) - 44. * Первоисточник (2001) - 45. * Земля колокольная (2002) - 46. * Млечный Путь (2002) - 47. * Свет Земли (2002) - 48. Концерт в Москве (2002) - 49. * Был один человек (2002) - 50. Романтика движения (2002) - 51. Свет с небес (2002) - 52. Зеркала (2002) - 53. Летящий импульс (2002) - 54. Дар (2002) - 55. Под знаком Солнца (2002) - 56. Традиции (2002) - 57. Перед рассветом (2002) - 58. Сапфир (2002) - 59. Отражения (2002) - 60. Гармония (2002) - 61. Жемчуг (2002) - 62. Загадочный гость (2002) - 63. Золотое руно (2002) - 64. Посланник (2002) - 65. Миллениум (2002) | - 66. Акватория (2002) - 67. Открытие миров (2002) - 68. Астронавигация (2003) - 69. Воспитание чувств (2003) - 70. Зимние грезы (2003) - 71. Ожидание чуда (2003) - 72. Харизма (2003) - 73. Вавилон (2003) - 74. Замок небесной мечты (2003) - 75. Парк искусств (2003) - 76. Созерцание (2003) - 77. Центральная площадь (2003) - 78. Покаяние (2003) - 79. 104 градуса по Фаренгейту (2003) - 80. Желтый прозрачный звук (2003) - 81. Синий бархатный звук (2003) - 82. Зеленый глубокий звук (2003) - 83. Две жизни (Лучшие песни) (2003) - 84. Фиолетовый фиалковый звук (2003) - 85. Белый снежный звук (2003) - 86. Избранные струнные концерты-I (2004) - 87. Избранные струнные концерты-II (2004) - 88. Розовый увлекающий звук (2004) - 89. Оранжевый открытый звук (2004) - 90. Красный вуалевый звук (2004) - 91. Иллюзии (2004) - 92. Новости дня (2004) - 93. Расскажи нам (2004) - 94. Юбилейный (2004) - 95. Соприкосновение (2004) - 96. Открытое пространство (2004) - 97. Кристаллы (2004) - 98. Три украинских концерта (2004) - 99. Европа (2004) - 100. Войны и миры (2005) - 101. Космос. Знамение. (2005) - 102. Южный Крест (2005) - 103. Всезвучие (2005) - 104. Катарсис (2005) - 105. Деяния (2006) - 106. Космическая цивилизация (2006) - 107. Зачарованный странник (2006) - 108. Где-то (2006) - 109. Гиперборея (2006) - 110. Лукоморье (2006) - 111. Страна познания (2006) - 112. Вселенский Дом (2006) - 113. Подлетая к Сириусу (2006) MP3 - 114. Линия жизни I, красная (2006) - 115. Линия жизни II, синяя (2006) - 116. Лучистое равновесие (2006) - 117. Отразись в себе (2006) - 118. Серебряный луч Солнца (2006) - 119. Золотой луч Солнца (2006) - 120. СценоГрафия (2006) - 121. Бирюзовый луч Солнца (2006) - 122. Впередсмотрящие (2007) - 123. Геном искусства (2007) MP3 - 124. Геном искусства 2 (2007) - 125. Ключ Гермеса I - 126. Ключ Гермеса II - 127. Ключ Гермеса III - 128. Ключ Гермеса IV - 129. Девочка на шаре - 130. Галактика волшебных снов |

- Зірочкою відмічені альбоми, записані тільки на касетах. Решта альбомів записана на дисках з дублюванням на касетах